# Мшанка шиловидная
Мшанка шиловидная (лат. Sagina subulata) — многолетнее травянистое цветковое растение, образующее подушки, похожие на мох; вид рода Мшанка (Sagina) семейства Гвоздичные.

## Название
Название вида, subulata (от латинского слова subula — «шило»), связано с формой листьев, которые оканчиваются остевидным остриём.

## Ботаническое описание

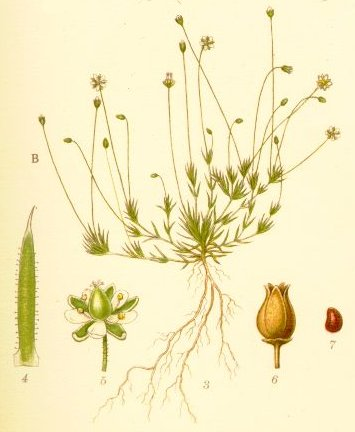
Sagina subulata.

Многолетнее вечнозелёное травянистое растение. Образует компактные подушки высотой до 10 см, похожие на зелёный мох.
Стебли ветвистые, ползучие, покрыты мелкими ярко-зелёными листьями длиной около 6 мм. В отличие от других видов этого рода в пазухах листьев у мшанки шиловидной отсутствуют почкообразные побеги. Почти все листья в своей верхней части переходят в остевидное остриё длиной 0,4—1 мм.
Цветки расположены на верхушках стеблей или его ветвей; пятичленные, мелкие (до 5 мм в диаметре), на длинных и тонких цветоножках, с двойным околоцветником. Лепестки белые; по длине они примерно равны чашечке. Цветёт обильно. Время цветения — с июля по сентябрь.
Завязь одногнёздная. Плод — многосемянная коробочка. Длина семян — около 0,5 мм.
Всё растение в большей или меньшей степени покрыто железистыми волосками.
Число хромосом: 2n = 18, 22.

## Распространение и экология
Ареал вида включает Средиземноморье, Атлантическую, Среднюю и Восточную Европу (в том числе Карпаты), Скандинавию.
Растение встречается на влажных каменистых и песчаных почвах, на лужайках.

## Культивирование
Используется как декоративное садовое растение, особенно на каменистых участках, в сочетании с камнями и каменистыми материалами, в том числе как составляющая часть ковровых композиций, а также для посадки между плит дорожек, для обрамления дорожек и клумб, для создания горных ландшафтных композиций в альпинариях, для имитации зарослей мха в японском саду. Ценится за свою способность образовывать плотный покров.
Выведен сорт Sagina subulata 'Aurea', отличающийся жёлто-зелёными листьями.
Агротехника
Лучше всего растёт в солнечных местах на суглинистой почве. Зимостойкость достаточно высока, однако в бесснежные зимы растение может подмерзать. Зоны морозостойкости — от 4 до 10.
Размножение — семенами и делением растения. Семена сажают в мае в ящики с лёгкой землёй, на постоянное место высаживают в июне на расстоянии 5 см друг от друга.

## Классификация

### Таксономия
Sagina subulata C.Presl, 1826, Fl. Sicul. : 158
Вид Мшанка шиловидная относится к роду Мшанка (Sagina) относится к семейству Гвоздичные (Caryophyllaceae) порядка Гвоздичноцветные (Caryophyllales). Кладограмма в соответствии с Системой APG IV по состоянию на декабрь 2023 года:
|  |                                      |  |                                   |                                   |                      |  | ещё 40 семейств | ещё 40 семейств |                   |  |  |  | еще 20 подтвержденных видов и 77 видов, ожидающих подтверждения |
|  |                                      |  |                                   |                                   |                      |  | ещё 40 семейств | ещё 40 семейств |                   |  |  |  | еще 20 подтвержденных видов и 77 видов, ожидающих подтверждения |
|  |                                      |  |                                   | порядок Гвоздичноцветные          |                      |  |                 |                 | род Мшанка        |  |  |  |                                                                 |
|  |                                      |  |                                   | порядок Гвоздичноцветные          |                      |  |                 |                 | род Мшанка        |  |  |  |                                                                 |
|  | отдел Цветковые, или Покрытосеменные |  |                                   |                                   | семейство Гвоздичные |  |                 |                 | Мшанка шиловидная |  |  |  |                                                                 |
|  | отдел Цветковые, или Покрытосеменные |  |                                   |                                   | семейство Гвоздичные |  |                 |                 |                   |  |  |  |                                                                 |
|  |                                      |  | ещё 63 порядка цветковых растений | ещё 63 порядка цветковых растений |                      |  |                 | еще 97 родов    | еще 97 родов      |  |  |  |                                                                 |
|  |                                      |  |                                   | ещё 63 порядка цветковых растений |                      |  |                 |                 | еще 97 родов      |  |  |  |                                                                 |